# François André Dejean
François André Dejean (Castelnaudary, 24 marzo 1748 – Nizza Monferrato, 9 dicembre 1822) è stato un vescovo cattolico francese, principe della Chiesa di Asti. Fu nominato vescovo di Asti da Napoleone e sedette sulla cattedra astense tra il 1809 e il 1814, pur senza ottenere mai il riconoscimento della Santa Sede né la consacrazione episcopale.

## Biografia
François André Dejean era stato abate e canonico onorario.
Fratello del ministro di Napoleone Bonaparte Jean François Aimé Dejean (1749 - 1824), presidente nel 1800 della consulta di Genova, Consigliere di Stato, Ministro della Guerra della Repubblica e dell'Impero Francese, venne nominato vescovo di Asti da Napoleone il 18 febbraio 1809.
Il vescovo non venne riconosciuto da papa Pio VII che non ne permise la consacrazione.
Il 5 luglio dello stesso anno, Napoleone arrestò il Pontefice a causa della sua politica ostruzionistica nei confronti dell'impero e lo imprigionò prima ad Avignone e in seguito lo confinò nel vescovado di Savona.
Il 30 novembre 1809, il Dejean prese possesso per procura della diocesi astigiana ed il 18 settembre 1810 fece il suo ingresso in Asti in forma privata.
Al suo arrivo il Dejean trovò a reggere la diocesi il canonico Evasio Dani dei conti di Magnano che era stato eletto vicario capitolare generale dal Capitolo della Cattedrale. Si aprì subito una vertenza in cui l'arcivescovo di Torino Carlo Giacinto della Torre sollecitò la nomina del prelato francese.
Quando ormai l'accordo con il Capitolo volgeva a favore del Dejean, Napoleone intervenne pesantemente: il 31 dicembre furono soppressi sei canonicati e confiscati i beni, il vicario Dani e tre canonici arrestati ed imprigionati presso il Forte di Fenestrelle.
Il 6 novembre 1813, il Dejean nominò Giuseppe Benedetto Cottolengo viceparroco di Corneliano d'Alba.
Il 4 maggio 1814, Napoleone andò in esilio all'Elba, il vescovo Dejean lasciò la città e l'8 maggio dopo tre anni di prigionia rientrò il Dani al vicariato capitolare della città.
Il 17 giugno 1817, papa Pio VII con la bolla Beati Petri, ristabilì i confini delle diocesi piemontesi soppresse nel 1803 creando la nuova diocesi di Cuneo; si trattò di un nuovo ridimensionamento della diocesi di Asti, l'ultimo.
Il vicario Dani rimase in carica fino al 3 maggio 1818, quando venne consacrato Antonino Faà di Bruno all'episcopato astense.